# Ödenbach (Bühler)
Der Ödenbach ist ein Waldbach auf dem Gemeindegebiet von Bühlerzell im Landkreis Schwäbisch Hall im nordöstlichen Baden-Württemberg, der nach einem knapp 2 km langen südwestlichen Lauf oberhalb von Bühlerzell-Senzenberg von rechts in die obere Bühler mündet.

## Geographie

### Verlauf
Der Ödenbach entsteht auf etwa 464 m ü. NHN als Abfluss eines unter 0,1 ha großen Teichs in einer flachen Wiesenmulde weniger als 300 Meter südöstlich des Bühlerzeller Weilers Schönbronn. Der am Waldrand zum Ulrichsholz und neben der K 2629 nach Adelmannsfelden-Hochbronn liegende Teich entwässert am Waldrand entlang nach Westen, der Bachlauf wendet sich dann bald nach Südwesten und tritt nach einiger Zeit in den Wald ein, den er in kleinen Schlingen durchläuft. Etwas vor der Talstraße L 1072 durchs obere Bühlertal läuft er dann wieder am Waldrand, er unterquert die Straße und mündet in der Flussaue auf 397,5 m ü. NHN von rechts reichlich einen Kilometer flussaufwärts von Bühlerzell-Senzenberg in die obere Bühler.
Nach seinem insgesamt 1,9 km langen Weg mündet der Ödenbach dank eines mittleren Sohlgefälles von etwa 35 ‰ ungefähr 67 Höhenmeter unterhalb seiner Quelle.

### Einzugsgebiet
Der Ödenbach entwässert etwa 1,3 km² der westlichen Ellwanger Berge, eines Unternaturraums der Schwäbisch-Fränkischen Waldberge, südwestlich zur Bühler. Das hamu ui Bühlerzell gehörende Einzugsgebiet besteht jeweils etwa zur Hälfte aus Tal- und vor allem links liegendem Hangwald einerseits und den landwirtschaftlich genutzten Bergrücken um den darin Weiler Schönbronn am oberen Hang andererseits, seinem einzigen Siedlungsplatz.
Es ist eingezwängt zwischen den Einzugsgebieten des Uhlbachs im Osten und Südosten einerseits und des Gruppenbachs und dessen Zulauf Klingenbach andererseits im Nordwesten und Norden. Der mit 487,6 m ü. NHN höchste Punkt liegt an der Nordostspitze des Einzugsgebietes.
Der Bach läuft durchweg im Mittelkeuper. Während der Quellteich just noch, wie die gesamte Hochebene rechts und links, im Stubensandstein (Löwenstein-Formation) liegt, schneidet sich der Bach ab dem Beginn seiner Klinge nacheinander in die Oberen Bunten Mergel (Mainhardt-Formation), den Kieselsandstein (Hassberge-Formation) und zuletzt auch die Unteren Bunten Mergel (Steigerwald-Formation).
In seiner Klinge ist der Ödenbach einen halben bis einen Meter breit, schlängelt sich und führt meist nur wenig Wasser. Er hat kleine Prall- und Gleithänge ausgebildet, sich bis zu einen Meter eingeschnitten und kleine Bänke aus Sand und Kies aufgeschüttet. Durch sein klares Wasser ist sein sandiges oder erdiges Bett erkennbar. Die mündungsnahen offenen Anteile des Einzugsgebietes, überwiegend sind sie rechtsseitig, liegen im Landschaftsschutzgebiet Oberes Bühlertal mit Nebentälern und angrenzenden Gebieten.

### LUBW
Amtliche Online-Gewässerkarte mit passendem Ausschnitt und den hier benutzten Layern: Lauf und Einzugsgebiet des Ödenbachs

Allgemeiner Einstieg ohne Voreinstellungen und Layer: Daten- und Kartendienst der Landesanstalt für Umwelt Baden-Württemberg (LUBW) (Hinweise)
1. ↑  Höhe nach dem Höhenlinienbild auf dem Hintergrundlayer Topographische Karte.
2. 1 2  Höhe nach schwarzer Beschriftung auf dem Hintergrundlayer Topographische Karte.
3. 1 2  Höhe nach blauer Beschriftung auf dem Hintergrundlayer Topographische Karte.
4. ↑  Länge nach dem Layer Gewässernetz (AWGN).
5. ↑  Einzugsgebiet abgemessen auf dem Hintergrundlayer Topographische Karte.
6. ↑  Seefläche nach dem Layer Stehende Gewässer.
7. ↑  Schutzgebiete nach den einschlägigen Layern, Natur teilweise nach dem Layer Biotop.

### Andere Belege
1. ↑  Hansjörg Dongus: Geographische Landesaufnahme: Die naturräumlichen Einheiten auf Blatt 171 Göppingen. Bundesanstalt für Landeskunde, Bad Godesberg 1961. → Online-Karte (PDF; 4,3 MB)
2. ↑  Geologie nach den Layern zu Geologische Karte 1:50.000 auf: Mapserver des Landesamtes für Geologie, Rohstoffe und Bergbau (LGRB) (Hinweise)